# George Dewey
George Dewey (Montpelier, 26 dicembre 1837 – Washington, 16 gennaio 1917) è stato un ammiraglio statunitense.
Combatté durante la guerra di secessione americana e durante la guerra ispano-americana e fu l'unico statunitense a raggiungere il grado di Admiral of the Navy, in riconoscimento della sua vittoria della battaglia della Baia di Manila.

## Inizio della carriera
Uscì dall'Accademia navale quinto del suo corso, nel quale solo 14 sugli ammessi avevano passato gli esami finali, nel 1858. Dopo alcune crociere sulla USS Saratoga e sulla pirofregata USS Wabash, una delle migliori navi della US Navy dell'epoca. Secondo una pratica usuale all'epoca della guerra di secessione americana, Dewey saltò i gradi di guardiamarina e secondo tenente venendo arruolato come tenente di vascello, ma solo dopo aver accettato l'incarico su una nave